# りんね
りんね（1981年2月6日 - ）は、日本の元歌手であり、女性アイドルグループカントリー娘。及びハロー!プロジェクトの元メンバーである。本名：戸田 鈴音。
北海道札幌市生まれ。血液型はB型。

## 略歴
1999年4月、テレビ東京の番組「アイドルをさがせ!」内において、田中義剛発案の「半農半芸アイドル」のコンセプトを元に行われた「カントリー娘。オーディション」に参加し、最終選考の9名に選ばれた。その後花畑牧場での実習を経て合格者の3名に残り、デビューのきっかけをつかむ。同年7月、インディーズにて「二人の北海道」で、デビュー（7月23日）する直前にメンバーの柳原尋美が北海道中札内村にて交通事故死（7月16日）。8月23日に、小林梓が心労を理由に脱退したことにより、戸田鈴音単独のソロユニットとなるが、その後も花畑牧場に住み込み、ファームショー等を経験しながら「半農半芸」というコンセプトのアイドルとして活動。
2000年1月、カントリー娘。の誕生するきっかけとなった番組「アイドルをさがせ!」の司会者にモーニング娘。の飯田圭織と共に抜擢される。同年3月 - 5月、モーニング娘。のコンサート「SPRING CONCERT TOUR 2000 Dancing Love Site」に帯同。同年5月、あさみがカントリー娘。に加入。戸田鈴音の本名から「りんね」に改名。同年7月、初主演映画「カントリー・ガール 北海道牧場物語」が劇場公開される。
2001年4月18日、当時、モーニング娘。のメンバーだった石川梨華を迎え、「初めてのハッピーバースディ」でメジャーデビュー。オリコン初登場4位となる。同年7月4日、シャッフルユニットの「10人祭」に参加。「ダンシング!夏祭り」をリリース。
2002年7月3日、シャッフルユニットの「おどる♥11」に参加。「幸せきょうりゅう音頭」をリリース。同年10月12・13日、本人が舞台の勉強をするため花畑牧場にて行われたファンクラブイベントを最後にカントリー娘。及びハロー!プロジェクトを卒業。卒業理由は、モーニング娘。の後藤真希の卒業に影響されたカントリー娘。プロデューサーの田中義剛がりんねをソロ活動させるためだという。しかし、卒業後の舞台活動として公式に報じられているのは後述の「草原の人」のみである。
その後は表立った情報は無かったが、2000年代半ば頃までに芸能界を引退したことが明らかとなり2011年10月には札幌こどもミュージカル育成会の北海道功労賞受賞感謝の集いにOGとして出席しており、石垣島（沖縄県石垣市）で実父が経営する民宿を手伝っていることが伝えられた。

## 作品
ソロ名義での活動はない。

## 出演

### バラエティ
- どさんこワイド212 （1999年 - ?） 花畑牧場からの特別リポーター
- アイドルをさがせ! （2000年 - 2001年、テレビ東京） 司会

### テレビドラマ
- 美・少女日記 2 （2001年1月 - 3月30日、テレビ東京）
リカ役。全編沖縄ロケ作品。バラエティ番組『少女日記』内のドラマ。

### 映画
- カントリー・ガール 北海道牧場物語 （2000年7月31日）

### ラジオ
- MBSヤングタウン土曜日 （2000年 - 2002年、毎日放送）
- カントリー娘。の牧場だより （STVラジオ「サンデーパラダイスmu」内）
- カントリー娘。のポテトな時間 （FM JAGA）
- カントリーワールド りんねの日記 （STVラジオ）

### 舞台
- 草原の人
（2003年2月7日 - 11日：大阪・万国博ホール、15日 - 23日：ル テアトル銀座。同年5月21日にVHSとDVDが発売）

## 書籍
- アイドルをさがせ!公式BOOK （2001年7月 メディアファクトリー）
- ザテレビジョン （2000年 - 2002年、角川書店） - 北海道・青森版のみ、コラム「カントリー娘。のほほんエッセイ りんねのしっぽ」を連載。